# Olle Lönnaeus
Björn Olof (Olle) Lönnaeus, född 17 januari 1957, är en svensk journalist och författare.
Olle Lönnaeus har avlagt juristexamen vid Lunds universitet och gjorde notarietjänstgöring vid Malmö tingsrätt.
Lönnaeus arbetar som politisk reporter på tidningen Sydsvenskan. Han har vid flera tillfällen fått journalistiska pris för undersökande reportage. Tre gånger har han vunnit Grävande journalisters guldspade tillsammans med Erik Magnusson: 1994 för artikelserien "Systemskifte Malmö", 1998 för serien "Malmös val" och år 2000 för serien "Människosmuggling". Lönnaeus har gjort flera reportageserier i Mellanöstern.
Hösten 2009 debuterade Lönnaeus som romanförfattare med boken Det som ska sonas (Damm förlag). Romanen belönades med Svenska Deckarakademins pris till årets debutant. Året därpå fick Lönnaeus Studieförbundet Vuxenskolans författarpris. I april 2010 gavs Det som ska sonas ut i Italien av förlaget Newton Compton under titeln Il bambino della citta ghiacciata. I september 2010 kom Lönnaeus andra roman Mike Larssons rymliga hjärta, även den på Damm förlag. Böckerna är översatta till nio språk och utgivna i tio länder.[källa behövs] I maj 2012 kom Lönnaeus tredje roman En enda sanning. I september 2014 gav Lönnaeus ut sin fjärde roman Jonny Liljas skuld (Massolit förlag). Det är den första volymen i en serie om Malmöpolisen Jonny Lilja, som inte bara är en narkotikaspanare, utan också inbiten pokerspelare. År 2016 kom Marias tårar och i augusti 2018 den tredje Jonny Lilja-boken Tiggarens hand (Bokfabriken). 

## Priser och utmärkelser
- 1994 – Guldspaden för artikelserien "Systemskifte Malmö" (tillsammans med Erik Magnusson)
- 1998 – Guldspaden för "Malmös val" (tillsammans med Erik Magnusson)
- 2000 – Guldspaden för "Människosmuggling" (tillsammans med Erik Magnusson)
- 2009 – Svenska Deckarakademins debutantdiplom för Det som ska sonas
- 2010 – Studieförbundet Vuxenskolans författarpris
- 2011 – Fadimepriset för artikelserien i Sydsvenskan "Haram – förbjudet i islams namn" (tillsammans med Niklas Orrenius, Erik Magnusson och Hussein El-Alawi)